# 熙豐變法
熙豐變法，又作王安石變法、熙寧變法，由於變法於神宗熙寧、元豐年間推行，故稱「熙豐變法」。指北宋大臣王安石推动的、宋神宗支持并推行的，旨在消除北宋建国以来积弊的一场改革。新法在一定程度上增加了國庫的收入，但是在施行過程中對人民造成了很多額外負擔，並遭到保守派旧党的激烈反對，造成新舊黨爭。新法一度被廢除，但一些好的措施最終还是保留了下来，直至宋朝滅亡。當時，小冰期氣候很可能顯著的影響了社會的變化。

## 背景
北宋中葉以後，內部方面，政府官员数目持續增加：真宗景德年间（1004年－1007年）内外官已达一万之巨，冗官造成巨大的财政危机，也严重影响了行政效率，导致北宋官僚机构持续膨胀，甚至于出现了“一官三人共之”的局面，人民生活壓力更加沉重，以至于“死者道路积，城市接田野”。人民受高利贷和大地主层层盘剥，最终导致“公私之债，交争互夺，帛未下机，谷未离场，已非己有”。人民生活困顿，而官府却“暴敛不暂息”。政府却仍不限制地主阶级实行的大规模土地兼并，以至于富者有产而无税，贫者产去而税存。人民生活更加痛苦。最终激起了一系列民变：真宗朝有李顺、张余等领导益州贼乱，之後持續爆發小規模的匪乱，“一年多如一年，一火（伙）强如一火”。英宗治平二年，北宋的年财政收入为116,138,405，支出却达131,864,452之巨，很明显是入不敷出。外部方面，由于实行“兵无常将，将不专兵”的更戍法，导致北宋军队指挥系统极度混乱，战斗力低下，在和辽与西夏的战争中败多胜少，民族矛盾日趋激化。为了应对同辽、西夏等少数民族政权的大规模战争，以及缓和人民内部矛盾，北宋政府常在荒年招收流民入伍，以至于北宋兵力臃肿，到仁宗朝西夏事起，总兵力已达一百二十五万之巨，形成所谓“冗兵”问题，巨大的军费支出更是令北宋政府捉襟见肘。
| 年               | 歲入        | 歲出        |
| ---------------- | ----------- | ----------- |
| 1021（天禧五年） | 150,850,100 | 126,775,200 |
| 1048（慶曆八年） | 103,596,400 | 89,383,700  |
| 1049（皇祐元年） | 126,251,964 | 126,251,964 |
| 1065（治平二年） | 116,138,405 | 131,864,452 |

神宗熙宁元年（1068年），新即位的宋神宗问王安石：「当今治国之道，当以何为先？」王安石答：「以择术为始。」熙宁二年（1069年），宋神宗问王安石：「不知卿所施设，以何为先？」王安石答：「变风俗，立法度，方今所急也。凡欲美风俗，在长君子、消小人，以礼义廉耻由君子出故也……」同年二月，王安石開始推行新法，採取一系列改革措施。翰林學士范鎮認為，實行青苗法是變富人之多取而少取之，然「少取與多取，猶五十步與百步」。七、八月間，范純仁上書神宗，公開指責安石「掊克財利」、舍「堯舜知人安民之道」；御史中丞呂誨上書彈劾王安石巧詐，說他「置諸宰輔，天下必受其禍」。仁宗庆历三年（1043年）九月，参知政事范仲淹等人上呈《答手诏条陈十事》，进行改革。一年又四个月后，庆历新政宣告失败。但庆历新政却为王安石变法提供了相当的基础。

## 具体内容
神宗熙宁二年（1069年）二月，王安石任参知政事，设「制置三司条例司」，议行新法；四月，遣刘彝、谢卿材、侯叔献、程颢、卢秉、王汝翼、曾伉、王广廉八人察诸路农田、水利、赋役；七月，立淮浙江湖六路“均输法”；九月，立“青苗法”；十一月，颁“农田水利条约”。細項如下：

### 富国之法
制置三司條例司
神宗熙寧元年（1068年）二月，設「制置三司條例司」，是王安石推動變法第一個設立之機構。原本宋朝的財政由三司掌握，王安石設立制置三司條例司來作為三司的上級機構，統籌財政，是當時最高的財政機關，此機關除了研究變法的方案、規劃財政改革外，亦制訂國家一年內的收支，並將收入定其為定式（類似現代的財政部，並將之地位提升）。
均輸法
均輸法此法已久，早在西汉桑弘羊時試行，唐代以後各郡置均輸官，達到「斂不及民而用度足」。神宗熙寧二年（1069年）七月，為了供應京城皇室、百官的消費又要避免商人屯積，在淮、浙、江、湖六路設置發運使，按照「徙貴就賤，用近易遠」、「從便變易蓄買，以待上令」的原則，負責督運各地「上供」物資。意在省勞費、去重斂，減少人民（税捐）負擔。
青苗法
神宗熙寧二年（1069年）實行青苗法，青苗法針對「兼併之家」趁農民青黃不接時發放高利貸，從中盤剝的狀況。由各縣政府每年分夏秋兩次貸款或糧食給農村主戶(自耕農)，按戶等高低規定借貸數額，半年後加利息二分(20%)歸還。出發點是企圖以政府高利貸抵制民間高利貸，但措施過於簡單化--採用「散俵」「抑配」的辦法，帶有強制性，對不想借貸的農戶來講，無形是多了一種變相的稅收，可謂利弊參半。
農田水利法
規定各地興修水利工程，用工的材料由當地居民照每戶等高下分派。只要是靠民力不能興修的，其不足部分可向政府貸款，取息一分，如一州一縣不能勝任的，可聯合若干州縣共同負責。（類似一種地方稅，但專用於水利）
免役法
又稱「募役法」，宋神宗熙寧三年（1070年）十二月，由司農寺擬定，開封府先試行，同年十月頒布全國實施。宋代職役名目繁多，主要由主戶中的上三等戶承擔，但實施中下等戶的稍富裕者無不充役，往往被職役壓得傾家蕩產，於是形成應役人戶千方百計逃避職役，「貧者不敢求富」的反常現象。免役法針對這種狀況，提出「使民出錢僱役」的改革方案：

1. 凡當役人戶按戶等高低出錢僱役--謂之「免役錢」；
2. 凡有產業物力者而不承擔職役的人戶出錢助役--謂之「助役錢」
3. 州縣政府所需役錢按僱役多少而定，在此數額以外多徵兩成(20%)--謂之「免役寬剩錢」

方田均稅法
神宗熙寧四年（1071年）八月由司農寺制定《方田均稅條約》，分「方田」與「均稅」兩個部分。「方田」是每年九月由縣長舉辦土地丈量，按土塙肥瘠定為五等，「均稅」是以「方田」丈量的結果為依據，制定稅數(類似土地稅)。
市易法
神宗熙寧五年（1072年）三月，頒行市易法。針對商業行為中存在的市無定價，富商大賈從中操縱獲利的狀況，在京師開封設立市易務，管理市場，物價賤時增價收購，物價貴時減價出售，並要商人以產業作抵押，向市易務貸款，年利二分(20%)。以後在幾十個大城市均設立市易務，並將開封市易務升格為都提舉市易司，作為市易務的總機構。這一辦法把商富大賈的商業利益加以分割，增加了政府的收入。

### 强兵之法
保甲法
神宗熙寧三年（1070年）司農寺制定《畿縣保甲條例頒行》。鄉村住戶，每十家組一保，五保為一大保，十大保為一都保。凡有兩丁以上的農戶，選一人來當保丁，保丁平時耕種，閒時要接受軍事訓練，戰時便徵召入伍。以住戶中最富有者擔任保長、大保長、都保長。此制度用以防止農民的反抗，並節省軍費，相当于现代的民兵制度。
裁兵法
整頓廂軍及禁軍：規定士兵五十歲後必須退役。測試士兵，禁軍不合格者改為廂軍，廂軍不合格者改為民籍。
置將法
廢除北宋初年定立的更戍法。用逐漸推廣的辦法，把各路的駐軍分為若干單位，每單位置將與副將各一人，專門負責操練軍隊，以提高軍隊質素(類似現代士官制度)。
保馬法
神宗時，宋朝戰馬只有十五萬餘匹，政府鼓勵西北邊疆人民代養官馬。凡是願意養馬的，由政府供給馬匹，或政府出錢讓人民購買，每戶一匹，富戶兩匹。馬有生病死亡的，就得負責賠償，但遭遇到瘟疫流行，死了不少馬匹，徒增民擾。不久廢止，改行民牧制度。
軍器監法
神宗熙寧六年（1073年）七月頒行免行法。八月廣設軍器監，負責監督製造武器；並且招募工匠，致力改良武器(集中式生產的專業兵工廠)。

### 取士之法
太學三舍法
希望以学校的平时考试来取代科举考试，选拔真正的人才。「三舍法」，即把太學分為外舍、內舍、上舍三等，上舍免发解及礼部试，召试赐第。其中学行卓异者，可直接被推荐给中书省，由中书省任官。始入太学者为外舍，通过考试依次升降舍。考试中弥封、誊录如科举制。
编写新教材
王安石撰《周官新义》，王雱、吕惠卿撰《毛诗义》、《尚书义》等所谓“三经新义”。为熙宁变法的重要理论依据。王安石在《周官新义序》中说明，他训释《周礼》，意在“立政造事”。熙宁八年（1075）颁于学校， 成为法定教材，并用以取士，统一经义，以“一道德”。为变法培育人才。
唯才用人
王安石等重视对中下级官员的提拔任用，许多有志于改革的官员得到提拔，保守主义按资升迁的成规在变法中被打破了，成功为变法在舆论上宣传造势。
改革科舉
王安石重視官員治國能力，為確保質素，科革不再考詩賦，而改考更實用的經義和時務策，改善政府治國能力，又設立大量新科目，如武學、醫學、律學，培養大量專業人士，為國家貢獻。
設立學校
王安石為了培育專門人才，在國內廣設學校，並增加武學、律學、醫學等專科。

## 实行效果
王安石的變法對增加國家收入，有著積極的作用，但急於求成，利弊互見，並遭到許多守舊官員反對。王安石又自視過高，不願接納別人的意見。倡行「市易法」的平民魏繼宗「憤惋自陳，以謂市易主者摧固掊克，皆不如初議，都邑之人不勝其怨。」
韓琦在神宗熙寧三年（1070年）奏疏中稱，「制置三司條例司雖大臣主領，然終是定奪之所」、「不關中書、樞密院，不奉聖旨直可施行者，如此則是中書外又有一中書也。」
神宗熙寧六年（1073年），大旱，安上門監鄭俠畫《流民圖》，圖中流民或身背鎖械，或口食草根，告訴神宗說旱災是王安石造成的，神宗大受刺激，對變法產生重大懷疑。王安石認為「水旱常數，堯、湯所不免」，司馬光又上《應詔言朝廷闕失狀》。
神宗熙寧七年（1074年），王安石第一次罷相，出知江宁府。变法运动由韓絳、呂惠卿等人繼續執行，呂惠卿師心自用，引起朝中大臣的不满。
神宗熙寧八年（1075年）二月，召王安石回京復職，繼續執行新法。入京途中，王安石夜泊瓜洲，有一诗：「京口瓜洲一水间，钟山只隔数重山。春风又绿江南岸，明月何时照我还。」同年十一月有彗星出現於天，曹太皇太后与高太后哭劝神宗帝不能用王安石。
神宗熙寧九年（1076年），王安石爱子王雱病逝，王安石求退金陵，潛心學問，不问世事，之後繼續由神宗執行變法。

## 罷新法
元豐八年（1085年），支持變法的神宗病逝。哲宗元祐元年（1086年）司馬光執政，盡廢新法，蘇軾、范純仁等人皆曰不可，但溫公執意而行，“熙寧變法”以司馬光的“元祐更化”結束。不久王安石在南京病死，同年九月，司馬光病死。史載王安石退居金陵時“聞朝廷變其法，夷然不以爲意；及聞罷助役，復差役，愕然失聲曰：‘亦罷及此乎？’良久曰：‘此法終不可罷也。’”元佑元年二月，罢青苗法。到了三月，范纯仁以国用不足，请复之。八月，司马光奏称：“散青苗本为利民。”
蘇軾在反對免役法時說，“自古役人之必用鄉戶，猶食之必用五穀……行地之必用牛馬，雖其間或有以它物充代，然終為天下所可常行”；還說“士大夫捐親戚棄墳墓，以從官於四方者，宣力之余，亦欲取樂……若廚傅蕭然，則似危邦之陋風，恐非太平之聖觀”，但是後來蘇軾又認為免役法確實可行，他在《与滕达道书》中承认，“吾齐新法之初，辄守偏见，至有异同之论。虽此心耿耿，归于忧国；而所言差谬，少有中理者……回视向之所执，益觉疏矣”，十餘年後元祐更化時，蘇軾反對司馬光廢除免役法，他說“專欲變熙寧之法，不復較量利害，參用所長”。
哲宗元祐元年（1086年），在宣仁太后主導下，致力於恢復祖宗舊制，“凡熙宁以来政事弗便者，次第罢之”。支持變法者被稱之為“元豐黨人”，反對變法者被稱之為“元祐黨人”。宣仁太后死後，哲宗親政，隨即廢除舊法，恢復神宗的新法，從此宋朝進入了黨爭的泥沼，不可自拔。

## 失敗主因
從各項經濟上改革內容可以看出，王安石的新法規模甚大，其中理財方面最為重要，只可惜實行上反而成效一般，受到時人抨擊。平情而論，王安石變法遭到失敗，一方面是因爲守舊派反對，另一方面他的政策和做法也有改善空間。下列可就六方面論之：
- 政策未能對症下藥：王安石鑑於慶曆新政的失敗原因在於官僚集團的反對，改革不及於官僚體制。因此王安石的變法所針對的只是皮毛，遠未到核心問題——支出太多，而支出太多則是因為冗官。但王安石的改革非但不是針對支出太多問題，反而是以增加國庫收入為主[7]，如此則不能解決財困。又如軍事改革也只是頭痛醫頭，腳痛醫腳，並非針對到宋朝的軍事死穴——強幹弱枝、重文輕武政策。不过元丰官制改革重点在解决兼职暂代导致的冗官问题，此由神宗推行，效果不大。
- 政策本身之缺點：如青苗法之實行，與理想相去懸絕。如果貧困民戶自願請貸官錢，尚有可說，但實際上是地方官強迫農民五家互保後在逐家派定數目，稱為散青苗，地方官為了保障秋後本息全部收回，散派的對象是中上之家而非貧下之戶，蓋怕貧下戶無力償還，無法達到惠民的目的。而青苗法中要收取利息二分，即是百分之二十，這數目是一般平民或貧下之戶所不能負擔的。
- 托古改制：王安石說他的新法皆出於先王及孔子遺訓，以塞反對新法之人的口，如將青苗法比之「周禮」之泉府；免役法本之於「周官」的府史胥徒，王制之庶民在官祿足以代其耕；保甲法比於先王之農為兵，市易法比於漢之平準。古今風俗不同，環境各異，源於古制的新法，未必一切都合時合宜。
- 剛愎自用：王安石性剛，與神宗議論國事，有所抗辯，聲色俱厲，神宗每為之改容聽納，此外因有皇帝的加持，王安石得以執行新法，便貶謫反對其新法的大臣。創行變法之初，司馬光曾致函叫他不要用心太過，自信太厚，王安石覆書抗議，深不以為然，二人本是極要好又互相推重的朋友，從此畫地絕交。
- 任用非人：王安石不樂聞逆耳之言，但喜歡聽人恭維和奉承話，於是一些投機分子如章惇、呂惠卿、李定，曲意迎合，因緣重用，遂使新法的推行變質。
- 背離儒家思想：當時社會奉行儒家思想，王安石變法卻主要集中財（因天下之力以生之天下財；取天下之財以供天下之費[8][9]），有違儒家思想[9]，導致有些人反對。

## 历代评价
明代楊慎的《丹鉛总錄》對王安石極盡毀謗之能事，謂為「古今第一小人」。最嚴厲的指控是：「王安石的變法葬送了奄奄一息的北宋王朝」。李贽评价：「（王）安石欲益反损，使（宋）神宗大有为之志，反成纷更不振之弊。此胡为者哉？是非生财之罪，（乃）不知所以生财之罪也！」
入清後蔡上翔則有《王荊公年譜考略》一文為王安石之辨誣，以為「荊公之時，國家全盛，熙河之捷，擴地數千里，開國百年以來所未有者。南渡以後，元祐諸賢之子孫，及蘇程之門人故吏，發憤於當禁之禍，以攻蔡京為未足，乃以敗亂之由，推原於荊公，皆妄說也。其實徽欽之禍，由於蔡京。蔡京之用，由於溫公。而龜山之用，又由於蔡京，波瀾相推，全與荊公無涉。」
梁啟超的《中國六大政治家—王荊公》一書為王安石及其變法翻案代表作，在史料上大量參考蔡上翔的《王荊公年譜考略》，把王安石比作中国的克伦威尔，说他以：「不世出之杰，而蒙天下之垢」，稱王安石是「三代下求完人，惟公庶足以當之矣」。青苗法和市易法實為近代「文明國家」的銀行雛型，免役法堪稱「與今世各文明國收所得稅之法正同」。神宗熙寧八年（1075年），農田水利法推行五年之後，「荊公初執政，即分遣諸路常平官使專領農田水利，吏民能知土地種植之法，陂塘圩土旱堤堰溝洫利害都皆得自言，行之有效，隨功利大小酬賞。其后在位之日，始終汲汲盡瘁于此業。史稱自熙寧二年至九年，府界及諸路所興修利水田凡一萬七百九十三處，為田三十六萬一千一百七十八頃云。」，「荊公所開水利，不可悉數，其大者曰浚黃河，清汴河。」《宋史》載：「熙寧、元豐之間，中外府庫，無不充衍，小邑歲積錢米，亦不減二十萬。」梁啟超對變法的結論是：「實國史上，世界史上最有名譽之社會革命」。
邓广铭、漆侠皆肯定王安石变法 。王曾瑜則以聚敛为由，否定王安石变法。
温家宝在第十一届全国人大第一次会议结束后接受记者访问时，曾引用王安石的「天变不足畏，祖宗不足法，人言不足恤」，来表明他实行改革的决心。

## 年表
下表中碧綠色為新黨（變法派）得勢時期，紅色為旧党（守舊派）主政時期：
| 神宗 | 1067年 （治平4年）         | 1月：英宗崩。神宗即位。 9月：王安石任翰林學士。 |
| 神宗 | 1069年 （熙寧2年）         | 2月：王安石任参知政事（副宰相），設立制置三司條例司。着手進行改革。 7月：實行均輸法。 9月：實行青苗法。 11月：實行農田水利法（實行淤田法）。                   |
| 神宗 | 1070年 （熙寧3年）         | 3月：改革貢舉法。 5月：廢除制置三司條例司。 12月：實行保甲法。王安石任同中書門下平章事（宰相）。                                                               |
| 神宗 | 1071年 （熙寧4年）         | 10月：實行募役法，于太学实行三舍法 |
| 神宗 | 1072年 （熙寧5年）         | 3月：實行市易法。 4月：司馬光前往洛陽。 5月：實行保馬法 8月：實行方田均稅法。                                                                                  |
| 神宗 | 1074年 （熙寧7年）         | 4月：王安石辭宰相職。轉知江寧府。 |
| 神宗 | 1075年 （熙寧8年）         | 8月：王安石復任宰相。 |
| 神宗 | 1076年 （熙寧9年）         | 10月：王安石轉知江寧府。 |
| 神宗 | 1080年 （元丰3年）         | 6月：元丰改制開始。 |
| 神宗 | 1082年 （元丰5年）         | 5月：元丰改制完成。 |
| 哲宗 | 1085年 （元丰8年）         | 3月：神宗崩，哲宗即位，宣仁聖烈皇后攝政。元祐更化開始。 5月：司馬光任尚書左僕射兼門下侍郎（宰相）。 7月：廢除保甲法。 8月：廢除市易法。 10月：廢除方田均稅法。 |
| 哲宗 | 1086年 （元祐元年）        | 1月：廢除募役法。 閏2月、司馬光任尚書左僕射（宰相）。 4月：王安石去世。 8月：廢除青苗法。 9月：司馬光去世。                                                    |
| 哲宗 | 1093年（元祐8年）          | 9月：宣仁聖烈皇后去世，哲宗親政。紹聖紹述開始。 |
| 哲宗 | 1094年 （紹聖元年）        | 2月：復行新法。 |
| 徽宗 | 1100年 （元符3年）         | 1月：哲宗崩，徽宗即位，欽聖獻肅皇后聽政。 7月：同時啟用新舊兩黨人士試圖重整融合朝中和諧。                                                                      |
| 徽宗 | 1101年 （建中靖国元年）    | 1月：欽聖獻肅皇后去世，徽宗親政。 |
| 徽宗 | 1102年 （崇寧元年）        | 5月：蔡京任宰相。 12月：崇寧兴学，三舍法推广至全国州县学。 |
| 徽宗 | 1105年 （崇寧4年）         | 9月：司馬光等守舊党119人被刻為元祐黨人碑之奸黨，後牽連309人。                                                                                                  |
| 徽宗 | 1106年 （崇寧5年）         | 1月：摧毀元祐黨人碑、暫緩批鬥守舊黨。 3月：蔡京辭宰相。 |
| 徽宗 | 1107年 （大觀元年）        | 1月：蔡京重任宰相。 |
| 徽宗 | 1110年 （大觀四年）        | 11月：张商英撰《皇宋政典》，总结新法政令。 |
| 徽宗 | 1110年 （政和 (年号)二年） | 9月：寄禄官改革推广至武官及技术官 |
| 欽宗 | 1126年 （靖康元年）        | 閏11月：靖康之變，北宋亡。 |

### 引用
1. ↑  徐勝一; 蕭偉樂.  (PDF).   [2023-11-20]. （原始内容 (PDF)存档于2024-01-25）.
2. ↑  歐陽脩《再論置兵御賊札子》
3. 1 2  《续资治通鉴长编纪事本末》卷五十九
4. ↑  《續資治通鑑·卷第七十九》
5. ↑  《东坡奏议集》卷3《辩试馆职策问札子》
6. ↑  《宋史·后妃传》
7. ↑  徐勝一.   (PDF).   [2023-11-20]. （原始内容存档 (PDF)于2024-01-25） （中文）.
8. ↑  王安石. .
9. 1 2  李方遒. . 2020-04-10  [2023-11-20]. （原始内容存档于2023-11-20）.
10. ↑  李贽. . 张建业; 刘幼生  (编). . 北京: 社会科学文献出版社. 2000: 338. ISBN 7-80149-242-0.
11. ↑  邓广铭. . 河北教育出版社. 2000. ISBN 7-5434-3867-4. NLC 000081196.
12. ↑  漆侠. . 上海人民出版社. 1979. NLC 000274169.
13. ↑  王曾瑜. . 中国社会科学. 1980, (3): 131–154. ISSN 1002-4921. CNKI ZSHK198003010. NCPSSD 1002386930.
14. ↑  《宋史·王安石列传》
15. ↑  温家宝：天变不足畏 祖宗不足法 人言不足恤 （页面存档备份，存于） 网易新闻